# Charlotte Douglas International Airport

i7
i11
i13
Der Charlotte Douglas International Airport (IATA-Code: CLT, ICAO-Code: KCLT) ist der Flughafen der amerikanischen Stadt Charlotte in North Carolina. Er ist nach dem ehemaligen Bürgermeister von Charlotte, Ben Elbert Douglas, Sr. benannt. Der Flughafen diente früher als Drehkreuz der amerikanischen US Airways, nach der Fusion mit American Airlines wurde dieses als Hauptdrehkreuz übernommen.

## Lage und Verkehrsanbindung
Der Charlotte Douglas International Airport liegt neun Kilometer westlich des Stadtzentrums von Charlotte. Die Interstate 85 und der U.S. Highway 74 verlaufen nördlich des Flughafens, westlich des Flughafens verläuft die Interstate 485 und östlich des Flughafens der Billy Graham Parkway.
Der Charlotte Douglas International Airport wird durch Busse in den öffentlichen Personennahverkehr eingebunden, die Route 5 des Charlotte Area Transit System verbindet ihn regelmäßig mit dem Stadtzentrum.

## Geschichte
Der Flughafen wurde 1935 als Charlotte Municipal Airport eröffnet. Später wurde der Flughafen nach dem ehemaligen Bürgermeister Ben Elbert Douglas Sr. in Douglas Municipal Airport umbenannt. 1979 wurde ein neuer Kontrollturm eröffnet. Am 2. Mai 1982 wurde das heutige Passagierterminal mit zwei Concourses (heute Concourses B und C) eröffnet, im gleichen Jahr wurde die Bezeichnung des Flughafens in Charlotte Douglas International Airport geändert. 1986 folgte die Eröffnung des Concourse A.
Von 2007 bis 2010 wurde die Start- und Landebahn 18R/36L errichtet. Von 2016 bis 2018 wurde der Concourse A erweitert. 2022 wurde ein neuer Kontrollturm in Betrieb genommen.

## Flughafenanlagen

Flughafendiagramm (veraltet)

### Start- und Landebahnen
Der Flughafen verfügt über vier Start- und Landebahnen, von denen drei parallel verlaufen. Die Errichtung einer weiteren parallelen Start- und Landebahn ist geplant, die Querwindbahn 05/23 soll anschließend geschlossen werden.
| Bezeichnung | Maße in Metern | Belag         | Ausrichtung     | Inbetriebnahme |
| ----------- | -------------- | ------------- | --------------- | -------------- |
| 18C/36C     | 3048 × 46      | Beton         | Nord-Süd        |                |
| 18R/36L     | 2743 × 46      | Beton         | Nord-Süd        | 2010           |
| 18L/36R     | 2645 × 46      | Asphalt/Beton | Nord-Süd        |                |
| 05/23       | 2287 × 46      | Asphalt/Beton | Nordost-Südwest |                |

### Passagierterminal
Der Flughafen besitzt einen Hauptterminal mit fünf Abflughallen (Concourse A-E) und 114 Flugsteige.

### Sonstige Einrichtungen
Der Kontrollturm befindet sich südlich der Start- und Landebahn 05/23 und ist mit einer Höhe von rund 113 Metern der zweithöchste Kontrollturm in den Vereinigten Staaten. Der alte Kontrollturm befindet sich nördlich des Passagierterminals.

## Fluggesellschaften und Ziele
Der Charlotte Douglas International Airport dient der Fluggesellschaft American Airlines als zweitgrößtes Drehkreuz, bis 2015 war er ein Drehkreuz von US Airways. Er wird von zwölf Fluggesellschaften im Linienverkehr angeflogen.
Vom Charlotte Douglas International Airport gab es im April 2023 Direktflüge zu 184 nationalen und 37 internationalen Zielen. Das internationale Streckennetz umfasst Flüge nach Europa und Nordamerika. Ein Großteil der Ziele wird ausschließlich von American Airlines bedient. Im deutschsprachigen Raum werden Frankfurt und München angeflogen.

## Verkehrszahlen
2021 hatte der Charlotte Douglas International Airport ein Passagieraufkommen von rund 43,3 Millionen und war damit nach Passagieren der sechstgrößte Flughafen der USA. Bei den Flugbewegungen erreichte er 2021 Platz 5. Weltweit lag er 2021 bei den Passagieren auf Platz 6 und bei den Flugbewegungen ebenfalls auf Platz 5. 2019 lag er bei den Passagieren noch landesweit auf Platz 11 und weltweit auf Platz 34.
| Jahr | Fluggastaufkommen | Fluggastaufkommen | Fluggastaufkommen | Luftfracht (Tonnen) (mit Luftpost) | Flugbewegungen (mit Militär) |
| Jahr | National          | International     | Gesamt            | Luftfracht (Tonnen) (mit Luftpost) | Flugbewegungen (mit Militär) |
| ---- | ----------------- | ----------------- | ----------------- | ---------------------------------- | ---------------------------- |
| 2022 | -                 | -                 | 47.758.605        | 207.608                            | 505.589                      |
| 2021 | -                 | -                 | 43.302.230        | 178.124                            | 519.895                      |
| 2020 | -                 | -                 | 27.205.082        | 174.913                            | 397.983                      |
| 2019 | -                 | -                 | 50.179.879        | 184.449                            | 578.263                      |
| 2018 | -                 | -                 | 46.447.638        | 178.805                            | 550.013                      |
| 2017 | 42.604.250        | 3.305.649         | 45.909.899        | 174.918                            | 553.812                      |
| 2016 | 41.310.624        | 3.111.398         | 44.422.022        | 154.477                            | 545.742                      |
| 2015 | 42.052.360        | 2.823.159         | 44.875.519        | 135.085                            | 543.944                      |
| 2014 | 41.353.751        | 2.918.681         | 44.272.432        | 132.351                            | 545.178                      |
| 2013 | 40.638.617        | 2.817.693         | 43.456.310        | 129.799                            | 557.948                      |
| 2012 | 38.525.621        | 2.702.751         | 41.228.372        | 126.730                            | 552.093                      |
| 2011 | 36.425.848        | 2.617.860         | 39.043.708        | 137.943                            | 539.842                      |
| 2010 | 35.779.114        | 2.475.093         | 38.254.207        | 134.340                            | 529.101                      |
| 2009 | 32.358.581        | 2.178.085         | 34.536.666        | 119.551                            | 509.448                      |
| 2008 | 32.562.747        | 2.176.273         | 34.739.020        | 132.009                            | 536.253                      |
| 2007 | 31.125.411        | 2.040.277         | 33.165.688        | 144.240                            | 522.541                      |
| 2006 | 27.705.461        | 1.988.488         | 29.693.949        | 170.752                            | 509.559                      |
| 2005 | -                 | -                 | 28.206.052        |                                    | 521.878                      |
| 2004 | -                 | -                 | 25.162.943        |                                    | 468.464                      |
| 2003 | -                 | -                 | 23.062.570        |                                    | 443.394                      |
| 2002 | -                 | -                 | 23.597.926        |                                    | 455.516                      |
| 2001 | -                 | -                 | 23.177.555        |                                    | 461.264                      |
| 2000 | -                 | -                 | 23.088.455        |                                    | 452.009                      |

### Verkehrsreichste Strecken
| Rang | Stadt                        | Passagiere | Fluggesellschaften         |
| ---- | ---------------------------- | ---------- | -------------------------- |
| 01   | Orlando, Florida             | 747.110    | American, Frontier, Spirit |
| 02   | Dallas/Fort Worth, Texas     | 558.040    | American                   |
| 03   | Boston, Massachusetts        | 537.960    | American, Delta            |
| 04   | Chicago–O’Hare, Illinois     | 530.960    | American, United           |
| 05   | New York–LaGuardia, New York | 495.210    | American, Delta, Spirit    |
| 06   | Tampa, Florida               | 462.510    | American                   |
| 07   | Newark, New Jersey           | 446.170    | American, United           |
| 08   | Philadelphia, Pennsylvania   | 442.150    | American, Frontier         |
| 09   | Atlanta, Georgia             | 435.540    | American, Delta            |
| 10   | Miami, Florida               | 433.000    | American, Spirit           |

## Zwischenfälle
- Am 20. Juli 1964 geriet eine Douglas DC-7B der US-amerikanischen Eastern Air Lines (Luftfahrzeugkennzeichen N831D) bei der Landung auf dem Flughafen Charlotte-Douglas auf ein holperiges, ungepflegtes Stück Landebahn, woraufhin die Bugradsteuerung brach, das Flugzeug von der Landebahn abkam und irreparabel beschädigt wurde. Alle 57 Insassen, fünf Besatzungsmitglieder und 52 Passagiere, überlebten den Unfall.[25]

- Am 16. Oktober 1965 wurde eine Douglas DC-7B der US-amerikanischen Eastern Air Lines (N824D) auf dem Flughafen Charlotte-Douglas noch vor dem Landebahnbeginn aufgesetzt. Im Bereich der rechten Tragfläche brach ein Feuer aus. Das Flugzeug wurde irreparabel beschädigt. Alle 62 Insassen, fünf Besatzungsmitglieder und 57 Passagiere, überlebten den Unfall.[26]

- Am 2. Juli 1994 stürzte eine vom Columbia Metropolitan Airport, South Carolina gestartete Douglas DC-9-31 der USAir (N954VJ) am Charlotte Airport bei einem missglückten Durchstartversuch in heftigen Regenschauern bei Windscherungen ab. Von den 57 Insassen kamen 37 ums Leben (siehe auch USAir-Flug 1016).[27]

- Am 8. Januar 2003 verloren die Piloten die Kontrolle über ihre Beechcraft 1900D der US Airways Express (N233YV), die sich nach dem Abheben vom Charlotte Douglas International Airport bis auf 52° steil aufgebäumt hatte und nach dem Strömungsabriss in eine Wartungshalle stürzte. Die Maschine fing Feuer, alle 21 Menschen an Bord starben. Hauptursache waren zwei Tage zuvor falsch justierte Steuerelemente des Höhenruders. Die amerikanische Flugaufsichtsbehörde FAA geht außerdem davon aus, dass Übergewicht der Fluggäste den Unfall verursachte und erhöhte im Dezember 2003 die Gewichtsformel für Fluggäste um zehn Pfund pro Person[28] (siehe US-Airways-Express-Flug 5481).[29]